# زائر فريد

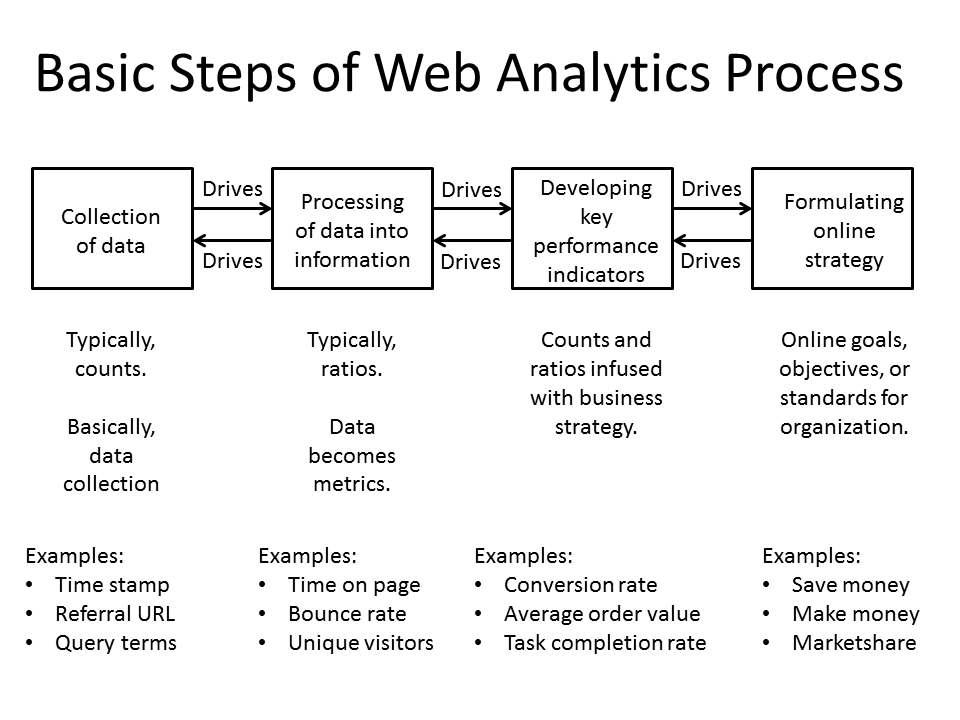

زائر فريد أو زوّار فريدين، مقياس يشير إلى عدد الأفراد الذين يطلبون الصفحات من موقع ويب خلال فترة معينة، بغض النظر عن عدد المرات التي يزورونها. أمّ مصطلح «عدد الزيارات» فهو يشير إلى عدد المرات التي تم زيارة موقع الويب، بغض النظر عن الكيفية التي يعمل بها العديد من الضيوف بنتيجة تلك الزيارات. مثلاً، عندما يذهب الفرد إلى موقع على شبكة الإنترنت يوم الثلاثاء، ثم مرة أخرى يوم الأربعاء، يتم تسجيل هذه «الزيارتين» كـ «زائر واحد». والغرض من تتبع الزوّار الفرديين هو مساعدة المسوّقين في فهم سلوك المستخدم.